# Анькан
Анька́н (кит. упр. 安康, пиньинь Ānkāng) — городской округ в провинции Шэньси КНР.

## История
В эпоху Чжоу эти земли входили в состав царства Кан (庸国), впоследствии завоёванного более могущественными соседями. Когда царство Цинь завоевало все прочие царства и создало первую в китайской истории централизованную империю, здесь был создан уезд Сичэн (西城县), подчинённый округу Ханьчжун (汉中郡); власти округа разместились именно в Сичэне. Лежащие западнее него земли были объединены в уезд Чэнгу (成固县). После основания империи Хань на стыке уездов Сичэн и Чэнгу был создан уезд Аньян (安阳县).
В конце империи Хань захвативший в 215 году Ханьчжун Цао Цао выделил восточную часть округа Ханьчжун в отдельный округ Сичэн (西城郡), власти которого разместились в уезде Сичэн. В 221 году округ Сичэн был переименован в Вэйсин (魏兴郡). Округу подчинялось 7 уездов, а сам он входил в состав провинции Цзинчжоу (荆州). Затем от уезда Аньян был отделён уезд Хуанцзинь (黄金县); оставшийся уезд Аньян занимал территории современных уездов Ханьинь, Шицюань и части уездов Цзыян и Ниншань. При империи Западная Цзинь в 280 году уезд Аньян был переименован в Анькан (安康县). При империи Восточная Цзинь западная часть уезда Анькан была в 347 году выделена в отдельный уезд Чанлэ (长乐县); оставшийся уезд Анькан занимал территорию современного уезда Ханьинь, юго-восточную часть современного уезда Шицюань и северо-западную часть современного уезда Цзыян.
В эпоху Южных и Северных династий эти земли часто переходили из рук в руки, и их статус постоянно менялся. При династии Лю Сун в 478 году был образован округ Анькан (安康郡) из двух уездов, впоследствии расформированный. После установления империи Суй в 607 году вновь был создан округ Сичэн, в состав которого вошло 6 уездов, правление округа разместилось в уезде Цзиньчуань (金川县). После смены империи Суй на империю Тан округ Сичэн был в 618 году расформирован; была создана область Цзиньчжоу (金州), в которую вошли уезды Сичэн (место пребывания властей), Сюньян, Шицюань и Анькан. В 620 году была создана Цзиньчоуская управа, которой было подчинено 12 областей. В 627 году была расформирована область Чжичжоу (直州), а входившие в её состав уезды Нинду (宁都县) и Гуандэ (广德县) были присоединены к уезду Анькан. В 742 году область Цзиньчжоу была преобразована в округ Анькан.
После монгольского завоевания эти земли сильно опустели, и большинство уездов было расформировано, а их территории были переданы под непосредственное управление властей восстановленной области Цзиньчжоу. После изгнания монголов часть уездов была создана вновь. В 1583 году областной центр был смыт наводнением; новый город был выстроен южнее, у горы Чжаотайшань, а область была переименована в Синъань (兴安州).
При империи Цин в 1647 году областные власти переехали на место старого города. В 1782 году область была поднята в статусе — так появилась Синъаньская управа (兴安府). После Синьхайской революции была проведена реформа структуры административного деления, и в 1913 году управы и области были упразднены, а часть бывших комиссариатов, ранее подчинявшихся уездам, была выделена в отдельные уезды. В 1920 году по просьбам населения юго-восточная часть уезда Пинли была выделена в отдельный уезд Чжэньпин.
После окончания гражданской войны был создан Специальный район Анькан (安康专区), подчинённый властям провинции Шэньси. В 1949 году урбанизированная часть уезда Анькан была выделена в отдельный город Анькан, но в 1954 году он был расформирован, а эти земли вновь стали частью уезда Анькан. В 1968 году Специальный район Анькан был переименован в Округ Анькан (安康地区). В 1988 году уезд Анькан был преобразован в город Анькан.
В 2000 году были расформированы округ Анькан и город Анькан и образован городской округ Анькан; территория бывшего города Анькан стала районом Ханьбинь в его составе.

## Население
До 2017 года Анькан был одним из беднейших городов провинции Шэньси. В рамках борьбы с нищетой власти осуществили программу переселения малоимущих семей из удаленных деревень в городские районы, благодаря чему в Анькане заметно выросло количество рабочей силы. Это стало преимуществом для развития трудоемких отраслей, в том числе производства игрушек. В конце 2017 года в Анькане началось строительство заводов по изготовлению набивных игрушек.

## Административно-территориальное деление
Городской округ Анькан делится на 1 район, 9 уездов:
| Карта                                                                      | Статус   | Название | Иероглифы     | Пиньинь | Площадькм² | Население |
| -------------------------------------------------------------------------- | -------- | -------- | ------------- | ------- | ---------- | --------- |
| Ханьбинь Ханьинь Шицюань Ниншань Цзыян Ланьгао Пинли Чжэньпин Сюньян Байхэ |          |          |               |         |            |           |
| Район                                                                      | Ханьбинь | 汉滨区   | Hànbīn qū     | 3643    | 1 000 000  |           |
| Уезд                                                                       | Ханьинь  | 汉阴县   | Hànyīn xiàn   | 1347    | 300 000    |           |
| Уезд                                                                       | Шицюань  | 石泉县   | Shíquán xiàn  | 1525    | 180 000    |           |
| Уезд                                                                       | Ниншань  | 宁陕县   | Níngshǎn xiàn | 3678    | 75 000     |           |
| Уезд                                                                       | Цзыян    | 紫阳县   | Zǐyáng xiàn   | 2204    | 340 000    |           |
| Уезд                                                                       | Ланьгао  | 岚皋县   | Lángāo xiàn   | 1851    | 180 000    |           |
| Уезд                                                                       | Пинли    | 平利县   | Pínglì xiàn   | 2627    | 240 000    |           |
| Уезд                                                                       | Чжэньпин | 镇坪县   | Zhènpíng xiàn | 1503    | 60 000     |           |
| Уезд                                                                       | Сюньян   | 旬阳县   | Xúnyáng xiàn  | 3554    | 450 000    |           |
| Уезд                                                                       | Байхэ    | 白河县   | Báihé xiàn    | 1450    | 210 000    |           |

## Экономика

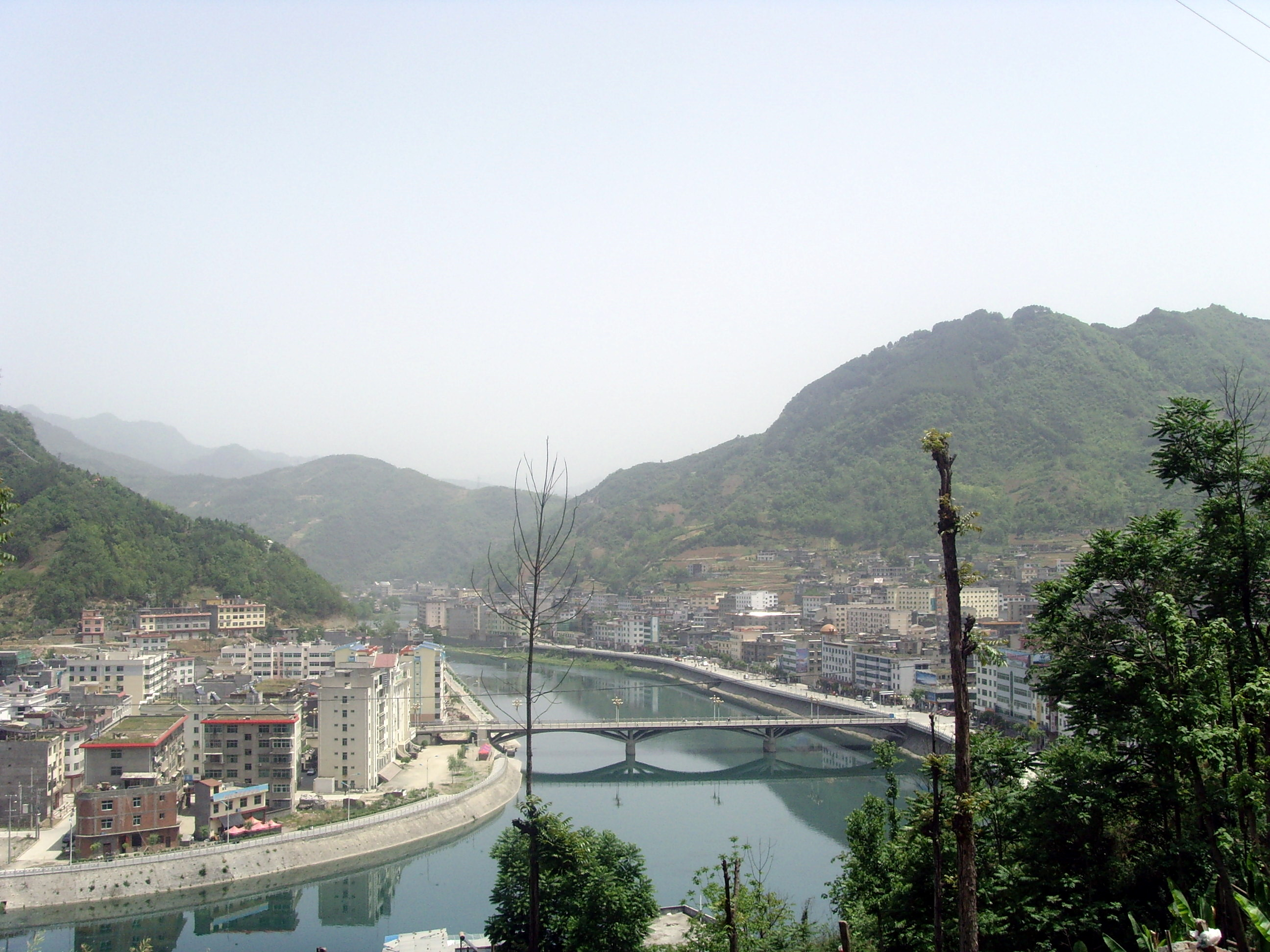
Мост в Ланьгао

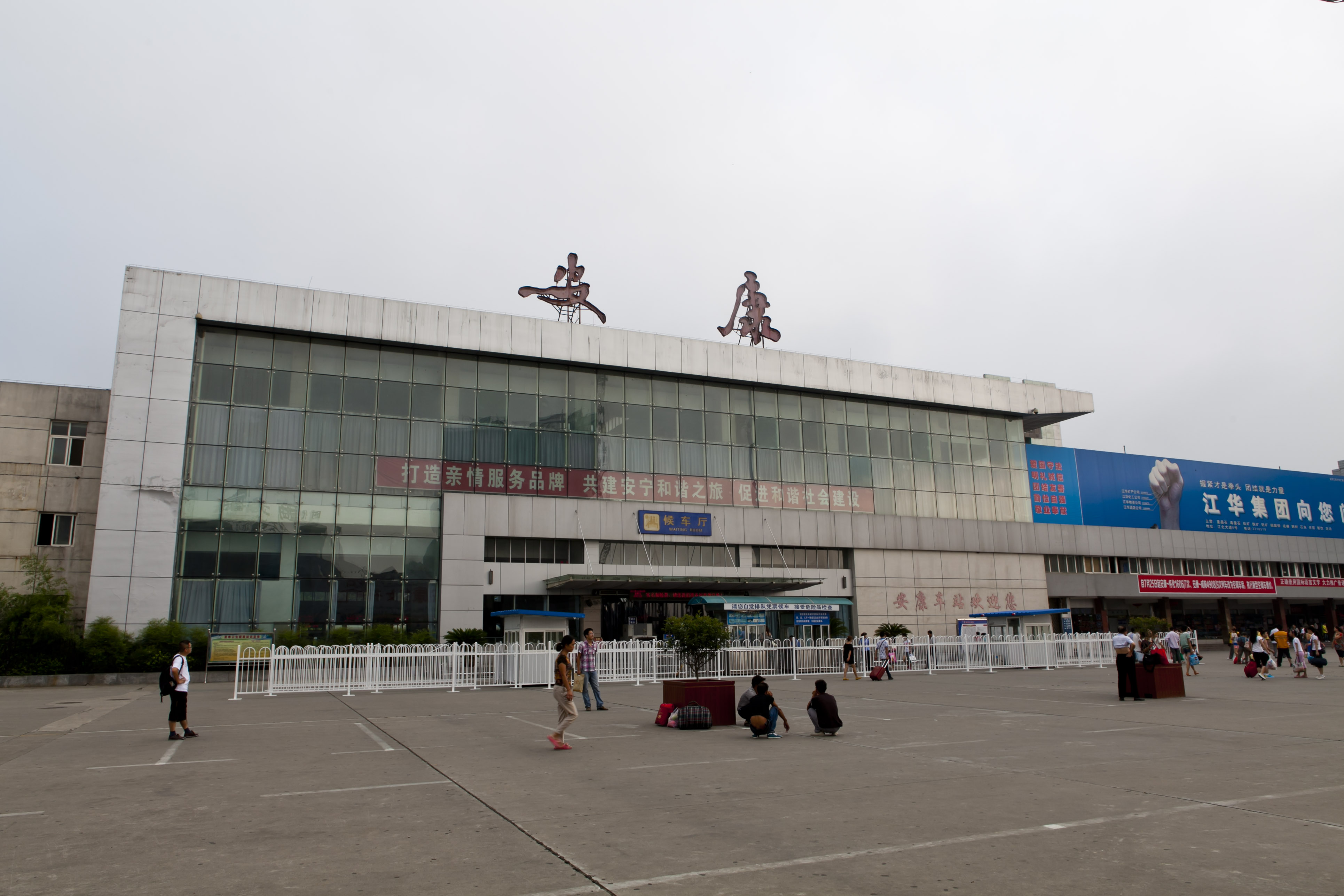
Железнодорожный вокзал Анькана

В Анькане развиты выращивание лекарственного сырья для традиционной китайской медицины, производство игрушек (четвертый по величине центр производства мягких игрушек в Китае), продуктов питания, напитков и стройматериалов, экологический туризм.
Анькан является крупным центром по производству плюшевых игрушек. Большинство предприятий были переведены сюда из восточной провинции Цзянсу. По состоянию на конец 2022 года в Анькане работало 826 предприятий по производству плюшевых игрушек, на которых было занято 18 тыс. сотрудников. Объем производства продукции на этих предприятиях составляет 5,167 млрд юаней (710,99 млн долл. США). Анькан экспортирует игрушки в более чем 80 стран и регионов мира.
По состоянию на 2023 год площадь выращивания лекарственных культур в Анькане составляла 50 тыс. га, годовой объем производства продукции превышал 200 тыс. тонн; в денежном выражении оценивался в 6,65 млрд юаней (923,75 млн долл. США). В городе насчитывалось 133 парка для возделывания лекарственного растительного сырья и 23 крупных медицинских предприятия, в сфере производства сырья для традиционной китайской медицины были заняты более 60 тыс. местных жителей.
В 2023 году в Анькане работало 1708 агропромышленных парков, производивших сельскохозяйственную продукцию с высоким содержанием селена, а также 262 предприятия и индустриальных парка, занимавшихся обработкой богатых селеном пищевых продуктов. В городе выпускали свыше 300 видов продуктов с высоким содержанием селена, в том числе чай, питьевую воду и грецкие орехи. По итогам 2022 года общий объем производства пищевых продуктов с высоким содержанием селена в Анькане достиг 48,232 млрд юаней (6,70 млрд долл. США).

## Транспорт
В городе расположен беспошлинный логистический центр мягких игрушек. Летом 2021 года началось строительство 170-километровой высокоскоростной железной дороги Анькан — Сиань. Важное значение имеют грузовые составы, следующие по маршруту Анькан — Сиань — Европа.